# Saison 1 de Breakout Kings
Chronologie
Saison 2
Cet article présente les treize épisodes de la première saison de la série télévisée américaine Breakout Kings.

## Synopsis
En échange d'une remise de peine, des détenus spécialistes de l'évasion aident des U.S. Marshals à retrouver des évadés. En revanche, si l'un d'entre eux tente de s'enfuir, tous retournent en prison et leur peine sera aggravée. Un évadé célèbre, T-Bag (de la série Prison Break), le tueur en série pédophile réapparaît.

## Distribution de la saison

### Acteurs principaux
- Laz Alonso (VF : Serge Faliu) : Charlie Duchamp, U.S. Marshall.
- Domenick Lombardozzi (VF : Gilles Morvan) : Ray Zancanelli, U.S. Marshall.
- Brooke Nevin (VF : Natacha Muller) : Julianne Simms, assistante technique.
- Malcolm Goodwin : Sean « Shea » Daniels, ancien chef de gang. A effectué plusieurs rackets, extorsions, etc.
- Serinda Swan : (VF : Dorothée Pousséo) : Erica Reed, mère d'une petite fille. A tué 5 personnes qui avaient participé au meurtre de son père.
- Jimmi Simpson (VF : Sébastien Desjours) : Lloyd Lowery, surdoué, ancien médecin. A causé l'overdose d'une adolescente en lui faisant de fausses ordonnances.

### Acteurs récurrents
- Robert Knepper : T-Bag

### Invités
- Tricia Braun (VF : Brigitte Aubry) : Janice Day
- Gregg Henry (VF : Gabriel Le Doze) : Richard Wendell
- Tattiawna Jones (VF : Adeline Moreau) : Vanessa
- Jeff Kober (VF : Luc Bernard) : Harry Lee Redding
- Jeff Seymour (VF : Bernard Bollet) : Ronald Barnes
- Mageina Tovah (VF : Martine Irzenski) : Jill Kincaid
- Cheryl White (VF : Danièle Douet) : Sandra Rice
- Virna Kim (VF : Malvina Germain) : Jade
- Richard Burgi (VF : Bernard Lanneau) : Andre (saison 1, épisode 9)
- Mark Pellegrino (VF : Guillaume Orsat) : Virgil Downing (saison 1, épisode 10)
- Lauren Velez : Carmen Vega (saison 1, épisode 13)

Source VF : RS Doublage

## Liste des épisodes

### Épisode 1: Représailles
- États-Unis : 6 mars 2011 sur A&E
- Québec : 2 février 2012 sur Séries+[1]
- France : 6 mars 2013 sur TF1

- États-Unis : 2,8 millions de téléspectateurs (première diffusion)

### Épisode 2:Le collectionneur
- États-Unis : 13 mars 2011 sur A&E
- Québec : 9 février 2012 sur Séries+
- France : 6 mars 2013 sur TF1

- États-Unis : 2,38 millions de téléspectateurs (première diffusion)

### Épisode 3:Le spychopathe
- États-Unis : 20 mars 2011 sur A&E
- Québec : 16 février 2012 sur Séries+
- France : 6 mars 2013 sur TF1

- États-Unis : 2,03 millions de téléspectateurs (première diffusion)

- Robert Knepper (Theodore "T-Bag" Bagwell)

### Épisode 4:L'innocence
- États-Unis : 27 mars 2011 sur A&E
- Québec : 23 février 2012 sur Séries+
- France : 13 mars 2013 sur TF1

- États-Unis : 2,11 millions de téléspectateurs (première diffusion)

### Épisode 5:Bourreau des cœurs
- États-Unis : 3 avril 2011 sur A&E
- Québec : 1er mars 2012 sur Séries+
- France : 13 mars 2013 sur TF1

- États-Unis : 1,85 million de téléspectateurs (première diffusion)

### Épisode 6:Le bloc des patriotes
- États-Unis : 10 avril 2011 sur A&E
- Québec : 8 mars 2012 sur Séries+
- France :

- États-Unis : 1,78 million de téléspectateurs (première diffusion)

### Épisode 7:Alchimie meurtrière
- États-Unis : 17 avril 2011 sur A&E
- Québec : 15 mars 2012 sur Séries+
- France : 13 mars 2013 sur TF1

- États-Unis : 1,67 million de téléspectateurs (première diffusion)

### Épisode 8:Tous pour un steak
- États-Unis : 24 avril 2011 sur A&E
- Québec : 22 mars 2012 sur Séries+
- France : 20 mars 2013 sur TF1

- États-Unis : 1,99 million de téléspectateurs (première diffusion)

### Épisode 9:Gentleman cambrioleur
- États-Unis : 1er mai 2011 sur A&E
- Québec : 29 mars 2012 sur Séries+
- France : 27 mars 2013 sur TF1

- États-Unis : 1,47 million de téléspectateurs (première diffusion)

- Richard Burgi (Andre)

### Épisode 10:L'éxécuteur
- États-Unis : 8 mai 2011 sur A&E
- Québec : 5 avril 2012 sur Séries+
- France : 20 mars 2013 sur TF1

- États-Unis : 1,33 million de téléspectateurs (première diffusion)

- Mark Pellegrino (Virgil Downing)

### Épisode 11:L'appel de la forêt
- États-Unis : 15 mai 2011 sur A&E
- Québec : 12 avril 2012 sur Séries+
- France : 20 mars 2013 sur TF1

- États-Unis : 1,76 million de téléspectateurs (première diffusion)

### Épisode 12:Les règles du jeu
- États-Unis : 22 mai 2011 sur A&E
- Québec : 19 avril 2012 sur Séries+
- France : 27 mars 2013 sur TF1

- États-Unis : 1,34 million de téléspectateurs (première diffusion)

### Épisode 13:À la poursuite de Carmen Vega
- États-Unis : 29 mai 2011 sur A&E
- Québec : 26 avril 2012 sur Séries+[2]
- France : 10 avril 2013 sur TF1

- États-Unis : 2,01 millions de téléspectateurs (première diffusion)

- Lauren Velez (Carmen Vega)